# 載堪
宗室載堪（1818年6月12日—1861年3月16日，嘉慶二十三年五月初九日未時—咸豐十一年二月初六日巳時），正藍旗滿洲人，左翼近支宗室正藍旗第二族載字輩，奕斌佐領下人，怡親王奕勳七子，載垣之幼弟，清朝官員、將領，封爵三等輔國將軍，官至侍郎、副都統。

## 生平
道光十二年（1832年）十月，賞戴花翎，同月賞戴一品頂戴。
十八年十二月（1839年1月），由應封宗室考封三等輔國將軍，授侍衛處三等侍衛。
二十二年（1842年）正月十五日，命為乾清門侍衛。九月二十二日，偕同特登額、德勒克色楞、玉明、培成派赴天壇查看處理乾枯樹木。
二十三年（1843年）三月初八日，由侍衛處奏派充考試翰詹監試大臣。
二十四年（1844年）八月初十日，充甲辰恩科順天鄉試搜檢大臣。因失察應考士子懷中挾帶小抄，八月二十七日，遭處分罰俸一年。
二十六年（1846年）八月二十七日，兼充侍衛班領。
二十七年（1847年）二月十七日，偕同理藩院左侍郎恩華、內閣學士景慶赴東陵查看紅樁。四月十二日，授內閣學士兼禮部侍郎銜。九月，派赴天壇查看辦理乾枯樹木。
二十八年（1848年）二月初一日，侍衛處奏派充經筵前引大臣；二十七日，偕同乾清門侍衛佛隆阿、兵部左侍郎德厚赴西陵查看紅樁。
二十九年（1849年）二月十七日，因兄載增「於召見時輒敢以家事冒昧陳奏，已屬膽大妄為，復將妄奏之語向伊家內之人洩漏」，載堪與載増皆遭革職、所有差使全部革退，但加恩賞給一等侍衛、大門侍衛上行走。
咸豐元年（1851年）二月，派充乾淸門侍衛。
二年（1852年）五月初一日，授正黃旗蒙古副都統。八月二十日，復授內閣學士兼禮部侍郎銜。九月初二日，派同御前侍衛巴雅爾、理藩院左侍郎綿森赴東陵查看紅樁；初四日，充經筵前引大臣。
三年（1853年）正月二十二日，轉補鑲黃旗滿洲副都統。二月十六日，派充管理新舊營房事務大臣；十九日，署理正藍旗漢軍副都統。五月二十四日，署理護軍營正藍旗護軍統領。七月初三日，值年旗奏派充查城大臣。九月初九日，因太平天國北伐，咸豐帝拜惠親王綿愉為奉命大將軍、科爾沁扎薩克郡王僧格林沁為參贊大臣統兵出征，派載堪奉大將軍印、參贊大臣關防於乾清宮案上。
四年（1854年）三月，載堪率護軍營兵五百名隨僧格林沁出兵征剿，駐兵於楊村，上諭令載堪兵少應嚴加偵查、防範。四月十三日，長蘆鹽運使文謙奏報，太平軍字阜城縣竄出攻佔東光縣連鎮，用船搭建浮橋渡河，雖距離天津三百里但水路可迅速抵達，上諭副都統載齡飭令於天津近處的載堪率軍趕赴天津會師佈防守禦。七月十七日，由天津返回京師。八月初八日，派充御門聽政讀本官（讀本滿學士）。十月二十二日，兼授奉宸苑卿。十二月初九日，工部奏派充管理溝渠河道大臣；十五日，署理正白旗滿洲副都統。
五年（1855年）二月二十四日，授正藍旗宗室總族長。五月十五日，因之前在楊村作戰出力，由巡防大臣奏請交宗人府議敘。六月二十七日，署理鑲白旗蒙古副都統。八月初八日，派充管理鑲白旗蒙古新舊營房大臣。十月二十四日，遷兵部左侍郎。十一月二十八日，派充值年旗大臣。
六年（1856年）正月十七日，兼充侍衛班領。二月初五日，派充對引大臣；初八日，充崇文門左翼監督；二十九日，充繙譯試卷閱卷大臣。三月十八日，署理稽察寶坻等小四處事務大臣。八月初四日，派充丙辰科武會試較射大臣。
七年（1857年）二月初一日，兵部奏派偕同惠親王綿愉考驗左翼八旗官員軍政。四月初六日，署管理三庫事務大臣。九月二十六日，派充管理馬館。十一月初一日，奉命查抄革職官員伊奇立家產。
八年（1858年）二月，御花園、順貞門內火災，載堪與值班王公大臣即進入撲救，火勢熄滅；十八日，軍機處查明救火出力的王公大臣、文武官員；二十一日，載堪獲得獎勵加一級。四月二十一日，署稽察寶坻等小四處事務大臣。六月十三日，署理鑲白旗漢軍副都統；二十一日，補授正黃旗護軍統領。九月初二日，禮部奏派充恭送《大清宣宗成皇帝實錄》前引大臣；初八日，兼署禮部右侍郎（文祥出差）；十三日，咸豐帝閱兵兩翼八旗護軍營鎗操，因陣勢嫻熟、步伐整齊，特旨褒獎統領各員平日訓練認真，載堪與前鋒統領熙拉布、綿勳、護軍統領德全、伊東阿一起獲議敘。
九年（1859年）正月十三日，奉派管理南西門。六月二十八日、七月初四日，二次受咸豐帝召見。十月初四日，派充己未恩科順天武鄉試較射大臣。十一月三十日，工部奏派填寫黃檔。十二月初七日，兼授鑾儀衛鑾儀使。
十年（1860年）正月二十七日，受召見。三月十八日，因揀選筆帖式及奉天佐雜等官有誤，遭吏部議處罰俸。閏三月十七日，與副都統德全因失察屬員辦米舞弊得贓，一併遭到交部議處。四月十一日，遭罰俸一年；十三日，派充標識大臣。六月十四日，調授前鋒營右翼前鋒統領。
十一年（1861年）二月初六日，卒，年四十四歲。

## 家庭及關聯
- 六世祖父：清聖祖（1654年—1722年）。
- 六世祖母：敬敏皇貴妃（？年—1699年）。
- 五世祖父：怡賢親王允祥（1686年—1730年），封怡親王，官總理事務王大臣、管理戶部及宗人府事務、圓明園八旗內務府三旗護軍營掌印總統大臣、議政大臣。
- 五世祖母：兆佳氏，尙書瑪爾漢之女，允祥嫡福晉。
- 高祖父：怡僖親王弘曉（1722年—1778年），襲怡親王，官正白旗漢軍都統，管理理藩院事務。
- 高祖母：石佳氏，石中玉之女，弘曉側福晉。
- 曾祖父：怡恭親王永琅（1746年—1799年），襲怡親王，官至總管內務府大臣、正黃旗滿洲都統、圓明園八旗內務府三旗護軍營掌印總統大臣、總管圓明園事務大臣。
- 曾祖母：瓜爾佳氏，前鋒參領德柱之女，永琅嫡福晉。
- 祖父：綿標（1770年—1799年），封不入八分輔國公，官至正藍旗護軍統領、火器營總統大臣，追封怡親王。
- 祖母：劉氏，劉善福之女，綿標側福晉。

### 父母
- 父：怡恪親王奕勳（1793年—1818年），襲封怡親王，諡恪。
- 嫡母：鈕祜祿氏，四川總督和琳孫女、輕車都尉豐紳宜綿之女、宣宗成貴妃姊妹，奕勳嫡福晉。
- 繼母：伊爾根覺羅氏，副都統西寧辦事大臣恆敬[31]之女，奕勳繼福晉。
- 生母：王氏，王保住之女，奕勳之妾。

### 兄弟
載堪排行第七，有六兄。
- 載坊（1816年—1821年），庶母舒氏所生，襲怡親王，早薨。
- 載垣（1816年—1861年），庶母李氏所生，襲怡親王，官至領侍衛內大臣、圓明園八旗內務府三旗護軍營掌印總統大臣、鑲紅旗滿洲都統、善撲營總統大臣，辛酉政變因罪革爵賜自盡。娶那拉氏，長蘆鹽政延豐之女，按察使福珠隆阿及宣宗和妃姊妹。
- 載坪（1817年—1841年），庶母胡氏所生，封三等輔國將軍，官散秩大臣。娶鈕祜祿氏，前鋒統領常喜（亦长喜）之女，即恭顺皇贵妃胞侄女。
- 載圻（1817年—1869年），庶母舒氏所生，封三等輔國將軍，官一等侍衛侍衛班領。娶沙濟富察氏，副都統阿克蘇辦事大臣誠端之女。
- 載增（1818年—1859年），庶母李氏所生，封三等輔國將軍，官至荊州左翼副都統。娶費莫氏道光二年文進士武英殿大學士文慶之女。
- 載堃（1818年—1853年），庶母胡氏所生，封三等輔國將軍。娶博爾濟吉特氏，一等侍衛多爾濟帕拉木之女。

### 妻室
- 嫡妻：博羅特氏，一等誠勇公裕恒之女、和碩額駙散秩大臣德徽姊妹。
- 無側室。

### 子嗣
載堪有二子。
- 長子：溥義（1849年—1883年），襲奉國將軍。娶關佳氏，定保之女。
- 次子：溥倬（1858年—1860年），早卒，無嗣。